# Guzmania squarrosa
Guzmania squarrosa là một loài thực vật có hoa trong họ Bromeliaceae. Loài này được (Mez & Sodiro) L.B.Sm. & Pittendr. mô tả khoa học đầu tiên năm 1954.

## Hình ảnh

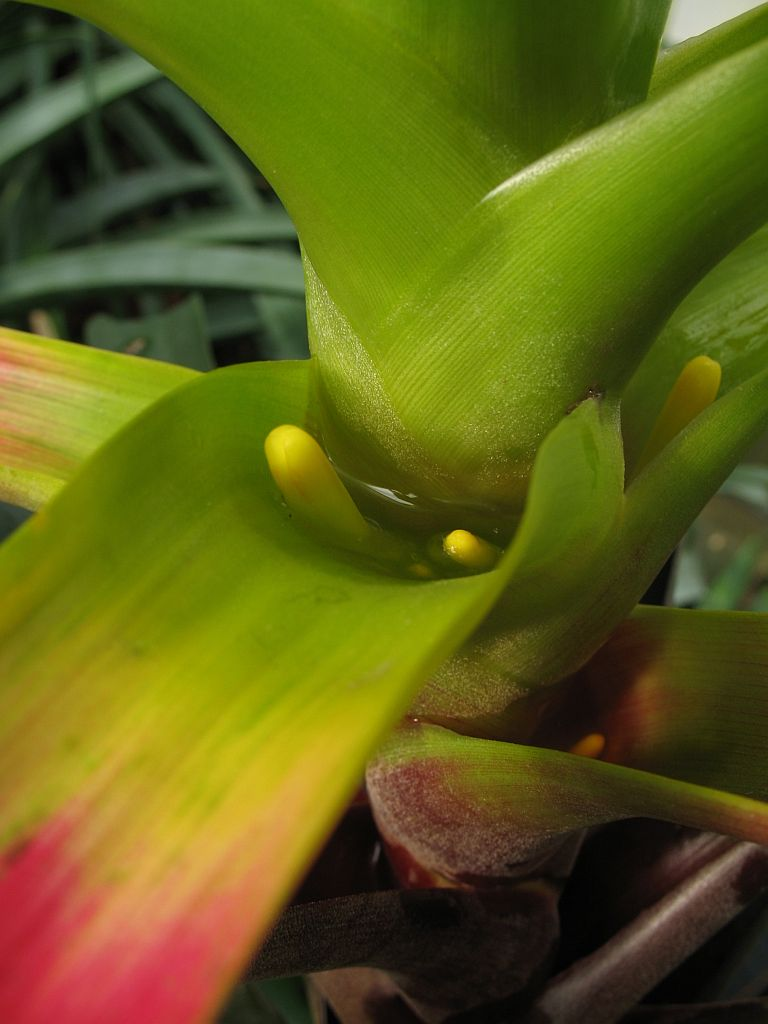
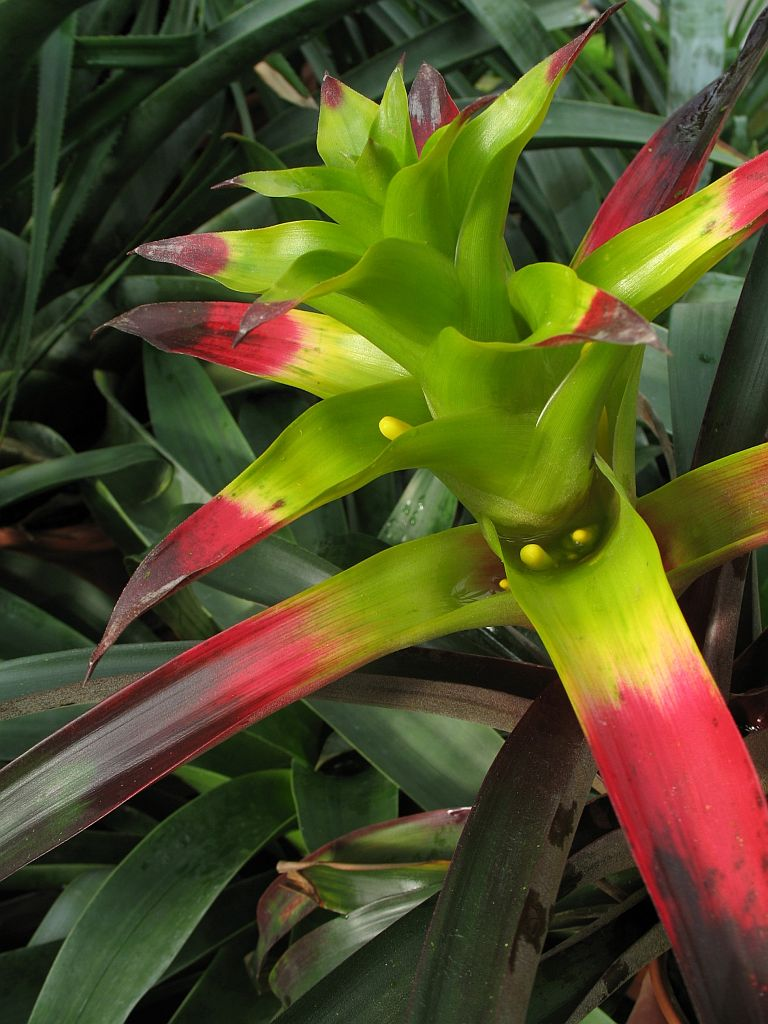